# Michele Pace
Michele Pace, noto anche con lo pseudonimo di Michelangelo di (o del) Campidoglio (Vitorchiano o Roma, 1610 – Roma, 1670), è stato un pittore italiano, autore in particolare di nature morte.

## Biografia
Malgrado si trattasse di un artista molto noto nel suo genere, le notizie biografiche su Michele Pace sono estremamente scarse. Le poche informazioni riguardano soprattutto la sua arte: allievo di Francesco Fieravino, venne influenzato da Michelangelo Cerquozzi.
Soltanto di recente lo storico dell'arte Italo Faldi (1917-2012) contribuì a «fare riemergere dalle tenebre le figure di Michelangelo Pace e del suo figlio Giovan Battista, sino ad allora ricordati soltanto da documenti d'archivio e negli antichi inventari», iniziando a delineare la sua «attività di pittore di natura morta in particolare di frutta, spesso in collaborazione con figuristi». Collaborò ad esempio con Bernard Keil, eseguendo almeno una natura morta a quattro mani. 

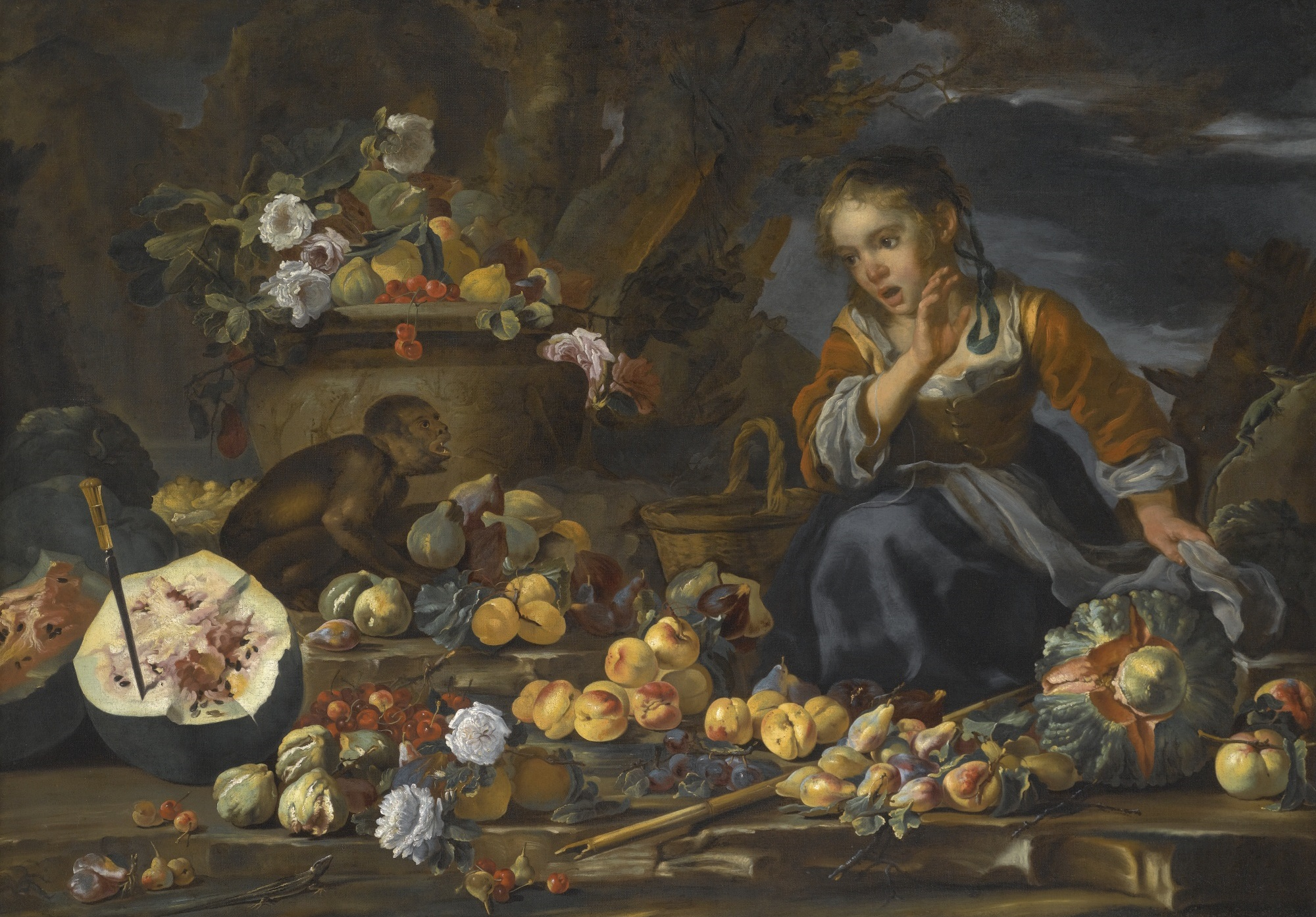
Bernard Keil e Michele Pace del Campidoglio, Natura morta con angurie, mele, fichi, melagrane, fiori e pesche, e con una giovane impaurita da una scimmia, olio su tela

Come molti altri pittori, anche fra i più quotati, della stessa epoca, Michelangelo di Campidoglio non di rado ricorse alla ripetizione, producendo versioni identiche degli stessi dipinti. Lo dimostrano ad esempio alcune tele ora custodite presso il Metropolitan Museum of Art di New York.
La moda di copiare le proprie tele rientrava nella diffusione della produzione in serie delle nature morte del barocco italiano, che fin dall'inizio comportava spesso la riproposizione intera o parziale del soggetto. Il genere, molto in voga specialmente dal 1630, venne praticato da centinaia di artisti; si caratterizzò con soggetti originali tratti dagli antichi testi scientifici e dagli erbari, cui venivano aggiunte implicazioni simbolico-religiose, ispirate dalle opere fiamminghe.
Alla radice di tale fenomeno vi era l'espansione della committenza, non più limitata a un esiguo numero di famiglie aristocratiche, bensì estesa alle classi medie emergenti, che apprezzavano in particolare la semplicità decorativa di fiori e frutti. Ciò favorì oltremodo la produzione di nature morte, rese popolari anche dai costi maggiormente contenuti rispetto ai quadri con soggetti storici e religiosi. La produzione tese così a standardizzarsi, aumentando il numero di fiori, frutti, pesci o altri elementi, collocati generalmente all'aperto, specie in giardini lussureggianti.
Anche il figlio di Michele, Giovan Battista Pace, nato nel 1650, divenne pittore di nature morte; in particolare i suoi paesaggi mostravano il debito nei confronti del padre, «se non un diretto intervento di quest'ultimo». Nel 1664 ottenne una commissione di cui Michele si intestò il pagamento, a causa dell'età estremamente giovane del pittore. Nell'opera di entrambi sono visibili citazioni da Pier Francesco Mola. In seguito, tuttavia, Giovan Battista abbandonò il sentiero percorso dal padre per «dedicarsi alla pittura di storia o di soggetto biblico».
Dal 1658 Michelangelo del Campidoglio fu al servizio del cardinale Flavio Chigi, per il quale eseguì ritratti di cani, scene di caccia e altre scene di genere.
Dal 1665 divenne membro dell'Accademia nazionale di San Luca.
Specialmente dopo la morte, molti dipinti di Michele Pace vennero acquisiti da aristocratici inglesi, compreso John Churchill, I duca di Marlborough.

## I levrieri di Palazzo Chigi ad Ariccia

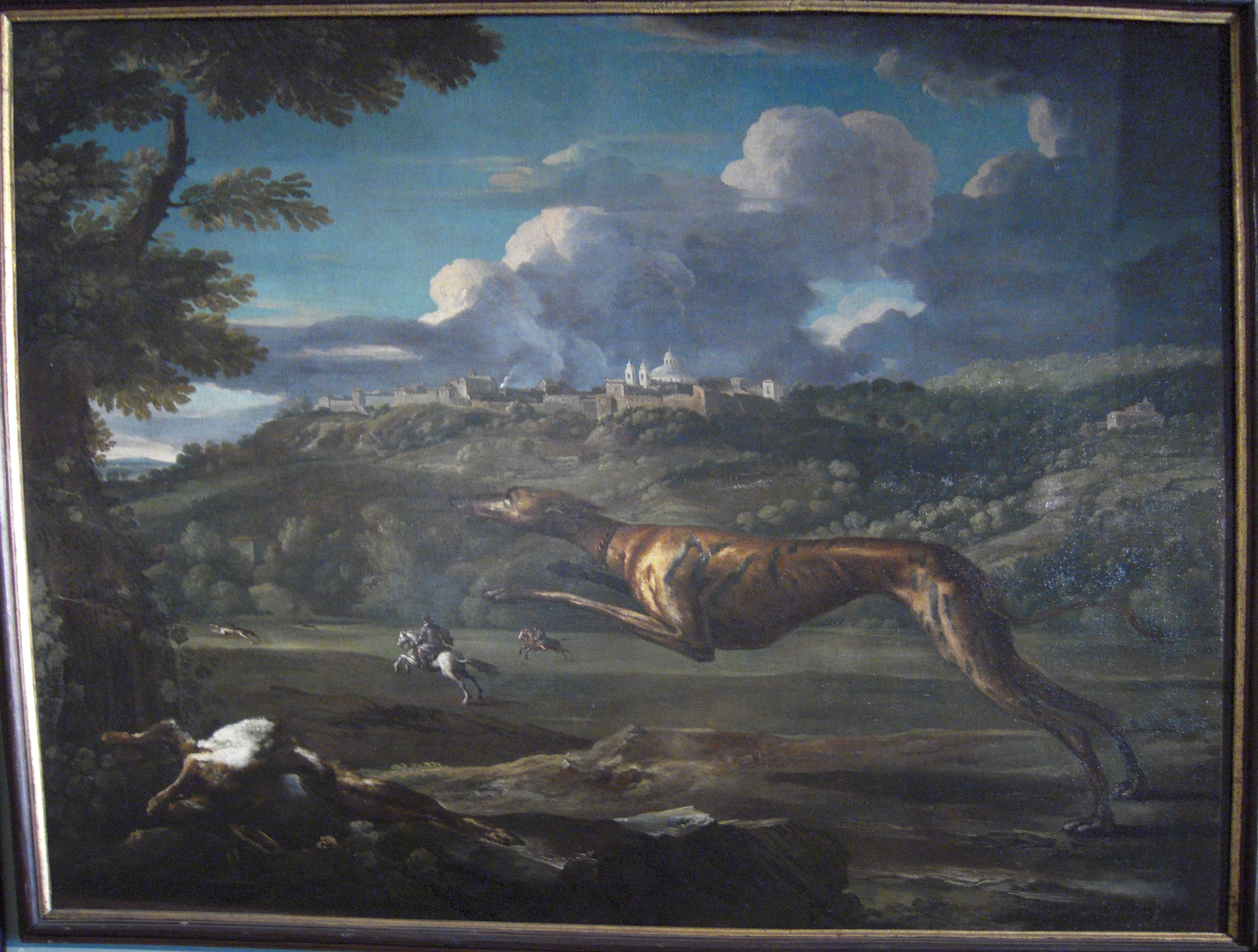
Cane levriero, lepre e il feudo di Ariccia
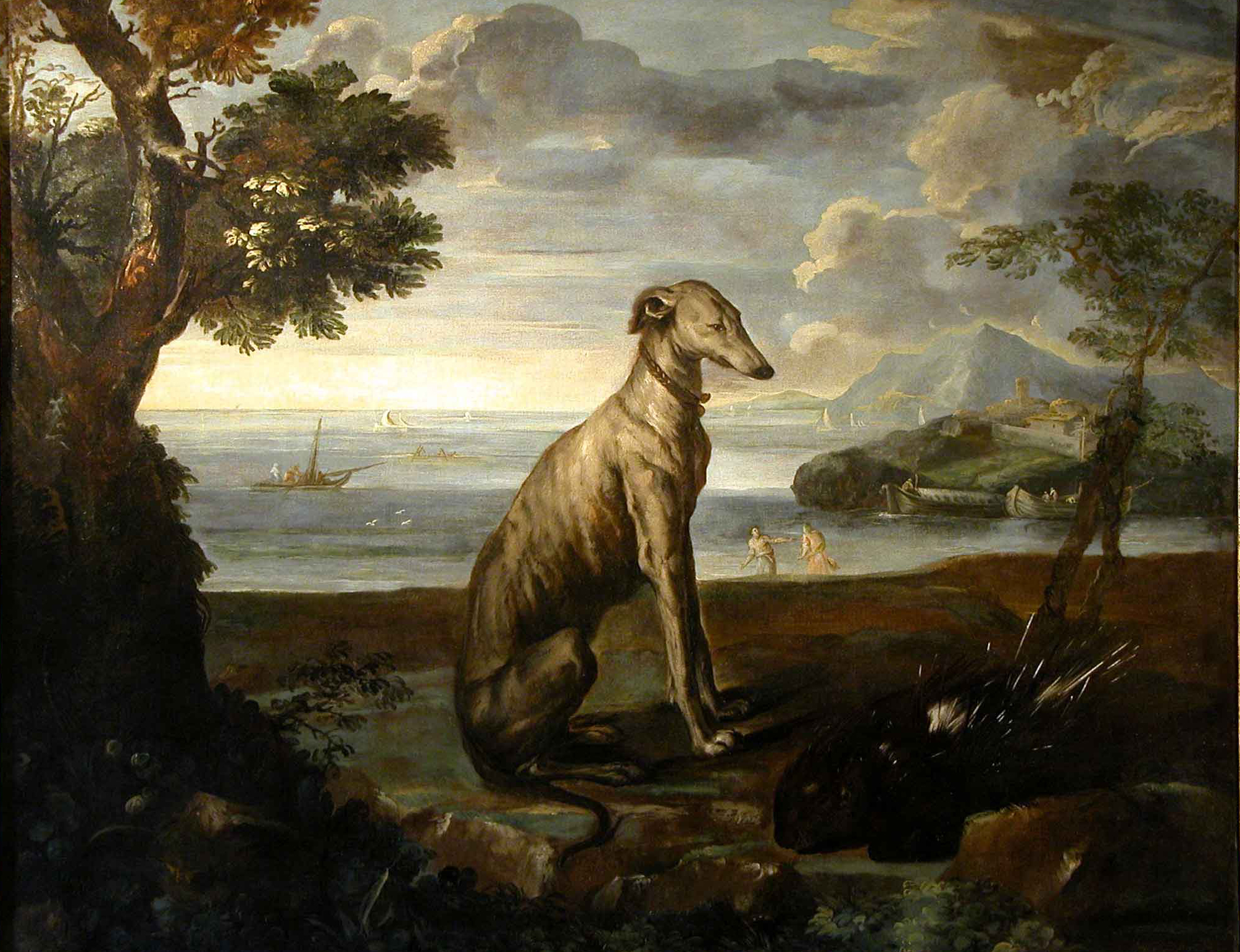
Cane levriero, istrice e Porto Ercole
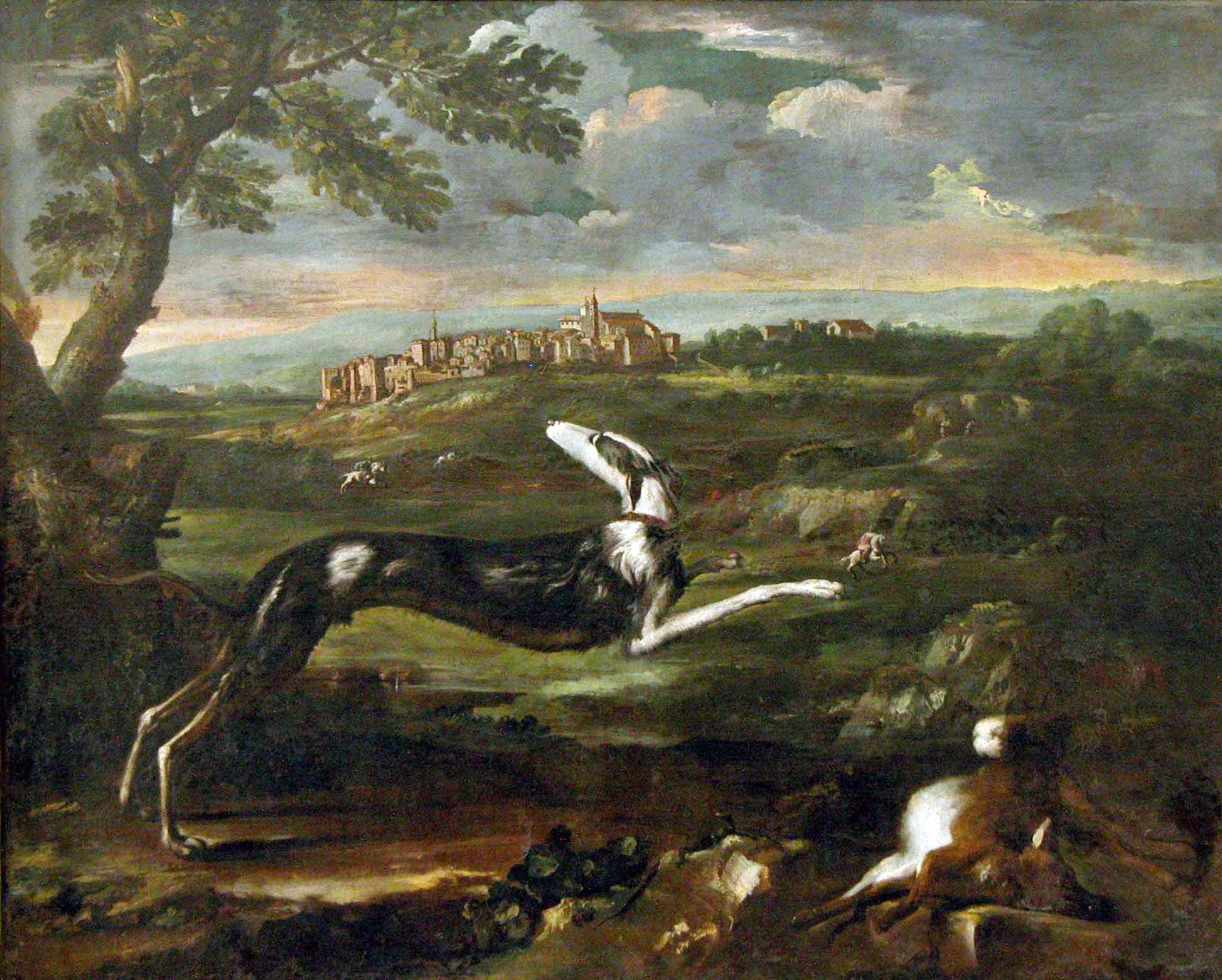
Cane levriero e il feudo di Formello
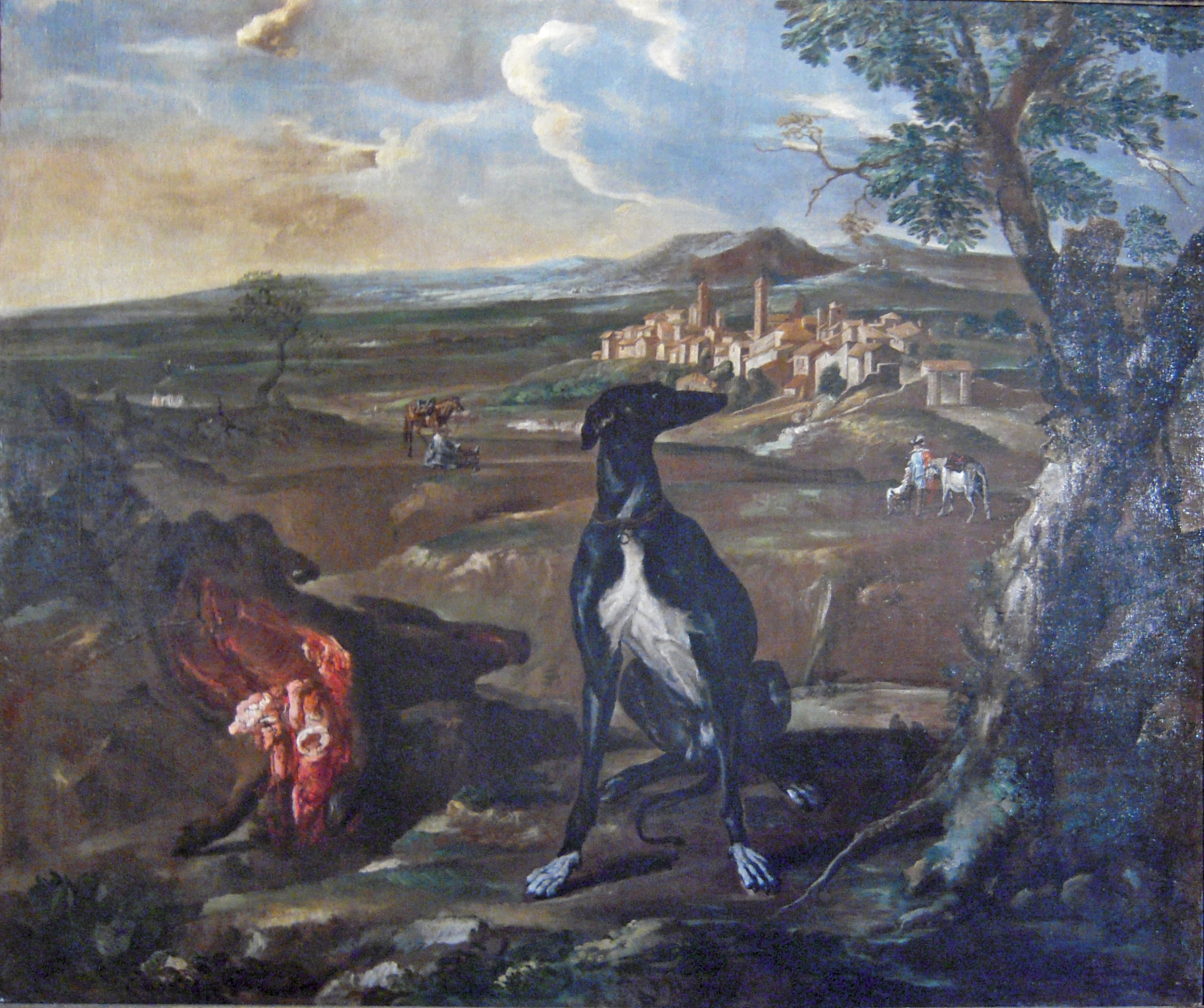
Cane levriero e il feudo di Campagnano

La collaborazione con il cardinale Flavio Chigi, il maggiore collezionista di ritratti di cani del Seicento romano, portò alla produzione del gruppo di quattro tele che riproducevano i levrieri del cardinale stesso, simboleggiando la passione per la caccia di quest'ultimo.
Le quattro tele commissionate a Pace vennero collocate nella stanza appositamente battezzata "Sala dei cani". I quadri richiamano la pittura paesaggistica di Gaspard Dughet, e rappresentano «uno dei cicli più emblematici della pittura di "genere animalista" del Seicento romano».

## Galleria di immagini

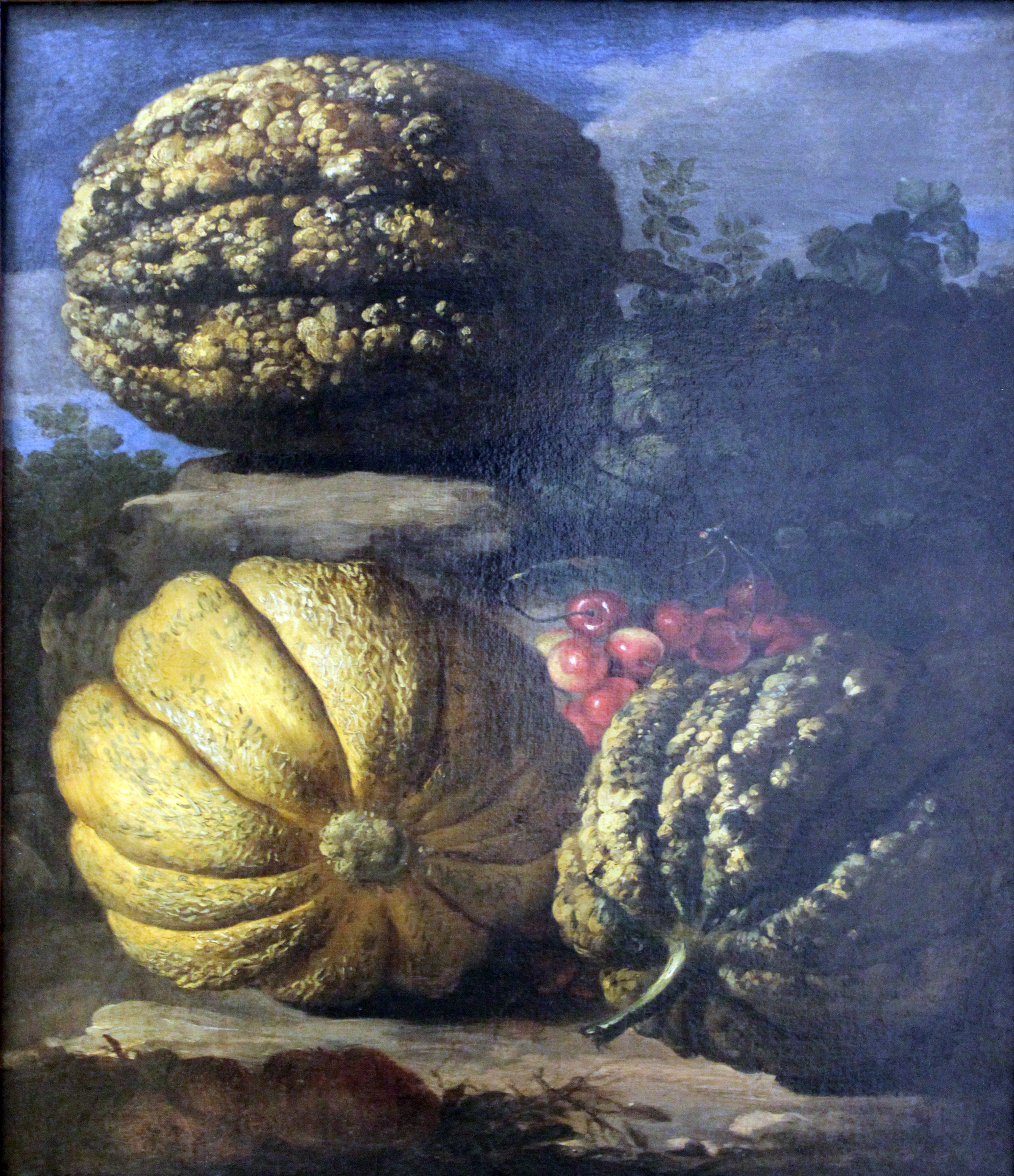
Zucche e ciliegie
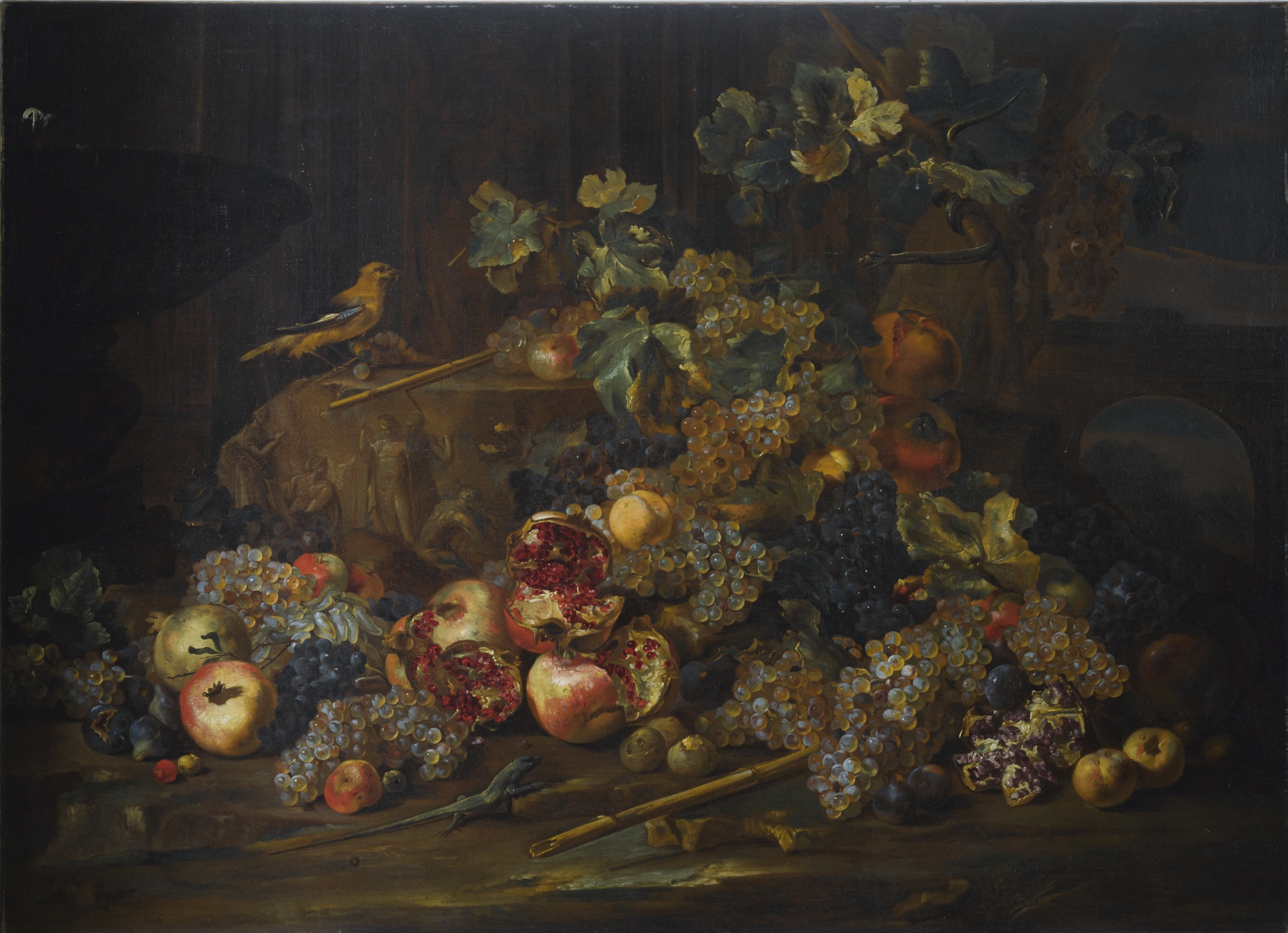
Natura morta con frutta e un uccello
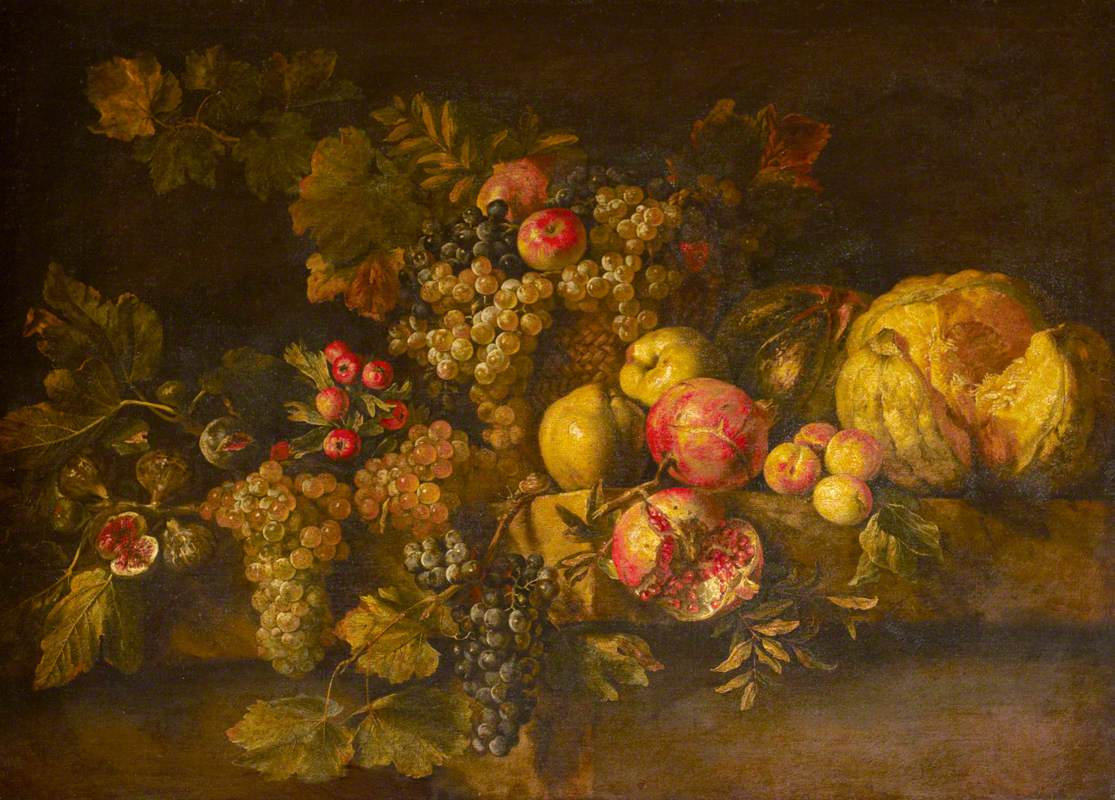
Natura morta con frutta
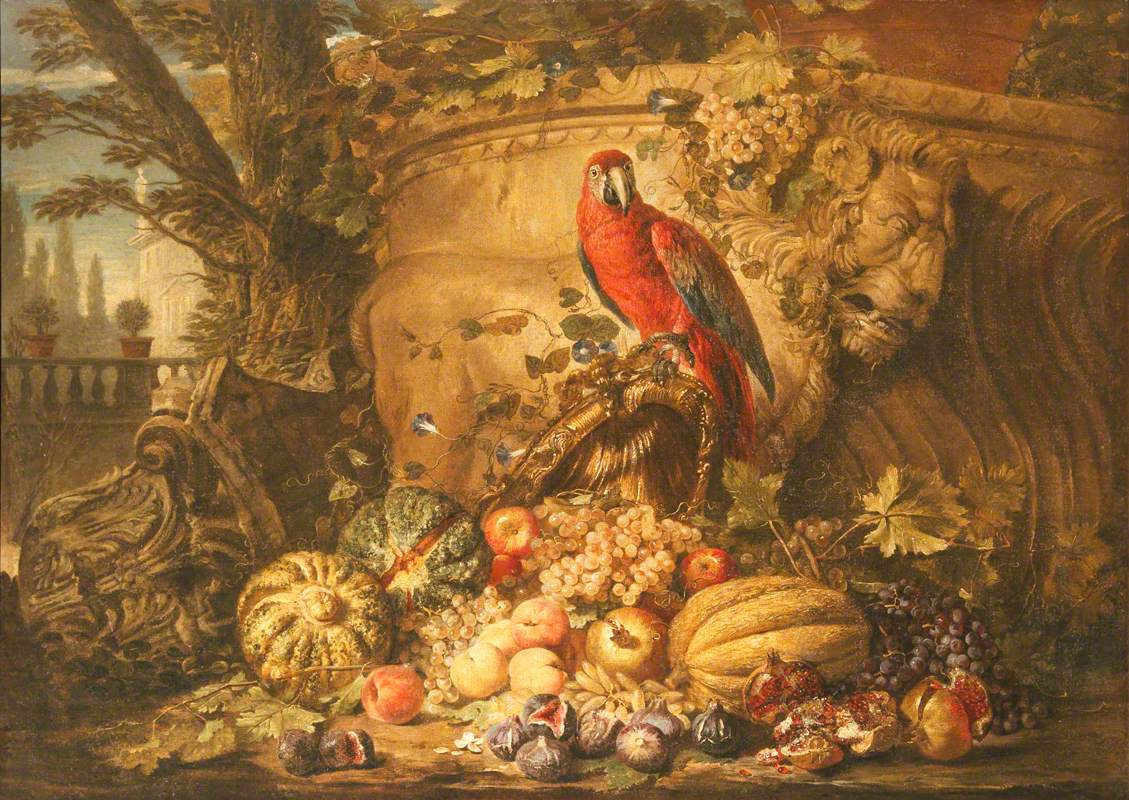
Natura morta con frutta e pappagallo in giardino
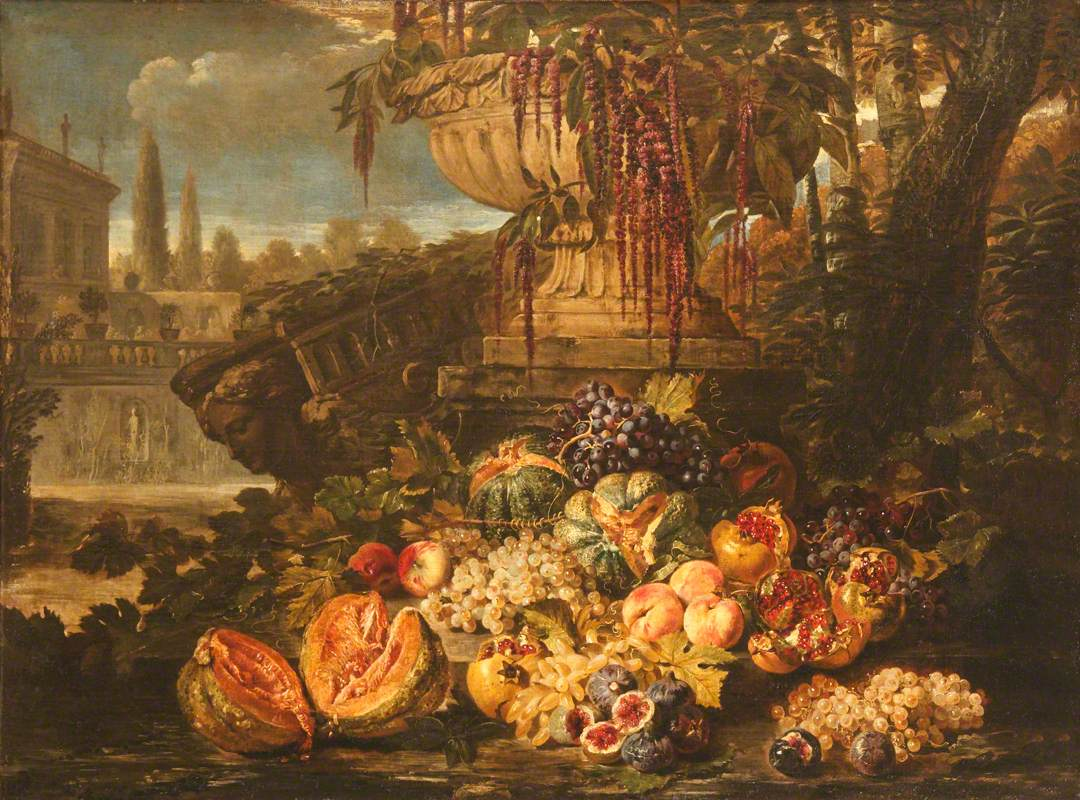
Natura morta con frutta in giardino
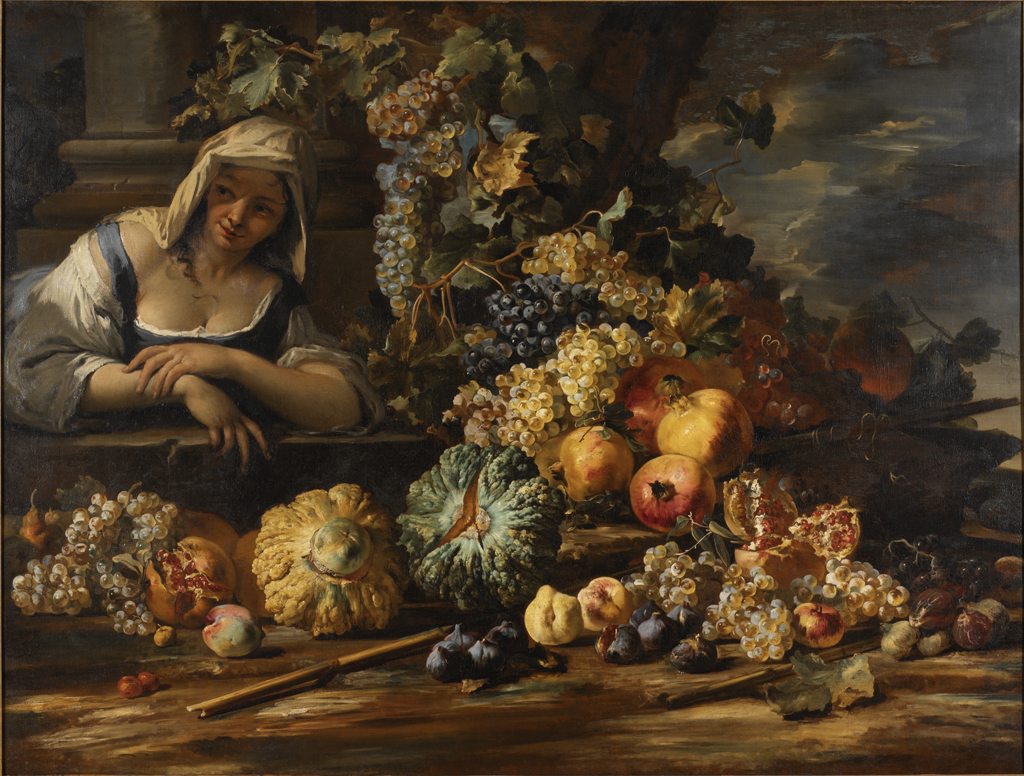
Natura morta con giovane donna
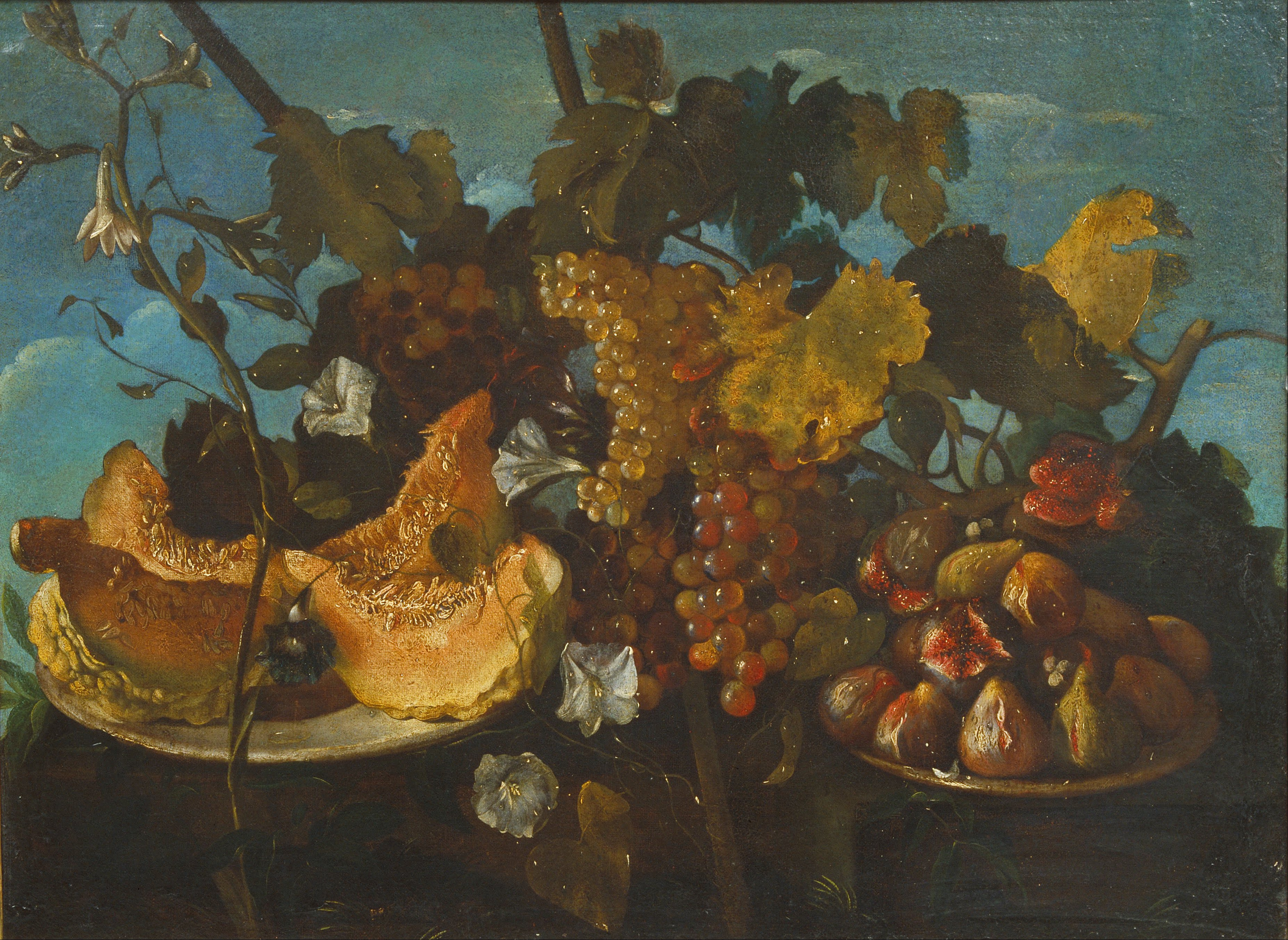
Natura morta con uva, fichi e zucca
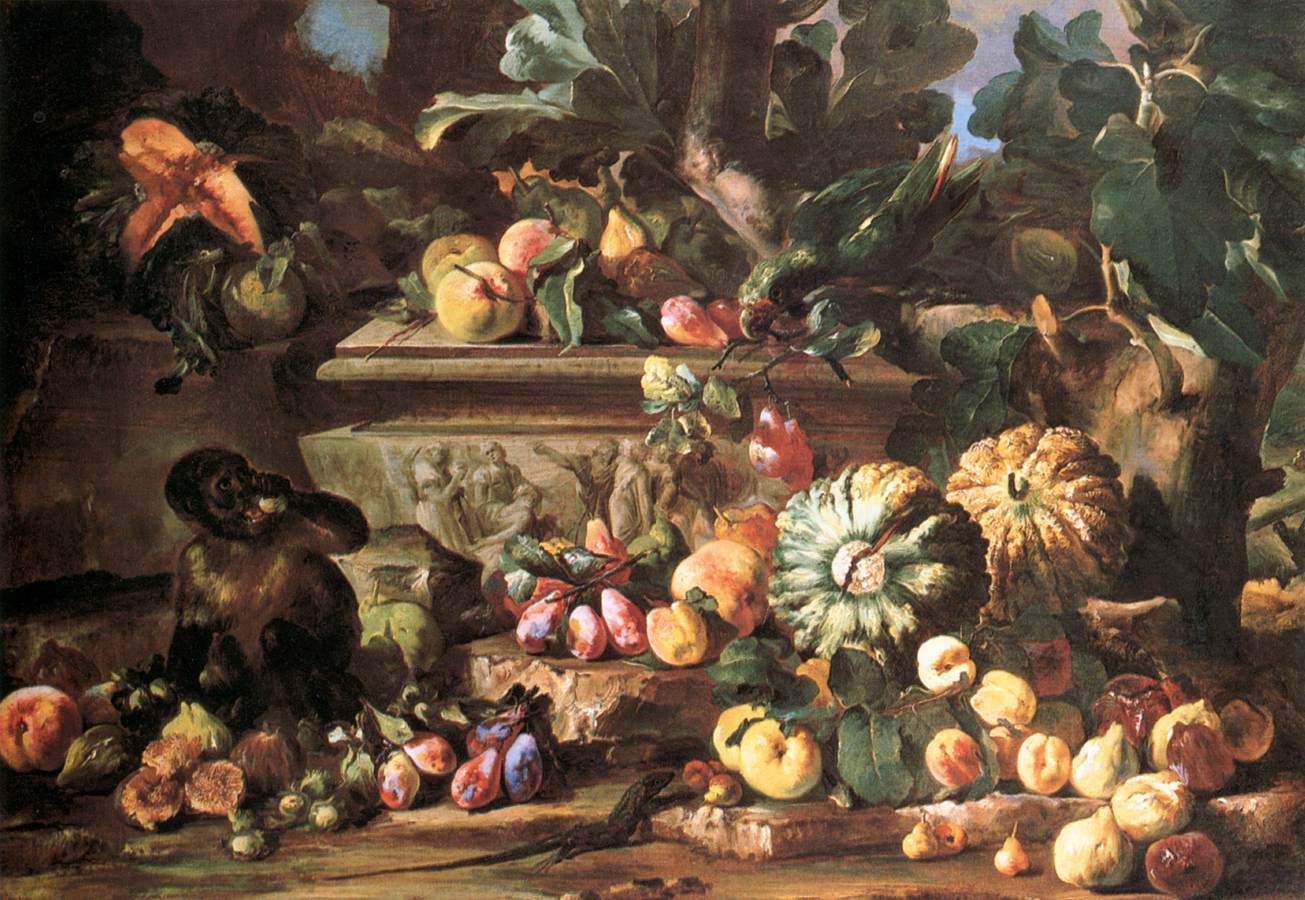
Natura morta con scimmia